# (246153) Waltermaria
(246153) Waltermaria est un astéroïde de la ceinture principale.

## Description
(246153) Waltermaria est un astéroïde de la ceinture principale. Il fut découvert le 15 août 2007 à San Marcello Pistoiese par Fabio Dolfi et Michele Mazzucato. Il présente une orbite caractérisée par un demi-grand axe de 2,46 UA, une excentricité de 0,18 et une inclinaison de 1,9° par rapport à l'écliptique.

## Compléments